# Перетасовка доменов
Перетасовка доменов — явление в биологии, когда разные гены обмениваются участками, кодирующими функциональные домены в ходе эволюции. Границы между доменами не всегда совпадают с границами экзонов и интронов. Существуют домены, закодированные более чем одним экзоном и экзоны, кодирующие более одного домена. Поэтому перетасовка доменов белков не является синонимом перетасовки экзонов.